# Izumiōtsu
Izumiōtsu (jap. 泉大津市 Izumiōtsu-shi) – miasto w Japonii, na wyspie Honsiu, w prefekturze Osaka.

## Położenie
Miasto leży w południowej części prefektury nad zatoką Osaka, w aglomeracji Osaki. Graniczy z:
- Takaishi
- Izumi

## Historia
Miasto otrzymało prawa miejskie 1 kwietnia 1942 roku.

## Miasta partnerskie
- Australia: Geelong